# Талятели
Талятели (на италиански: tagliatelle) е яйчена паста, традиционна за италианската област Емилия и широко разпространена в традиционната кухня на Централна и Северна Италия.

## Етимология
Името на този вид прясна паста произлиза от глагола „режа“ (на итал. tagliare), тъй като традиционно се получава, след като тестото се разточи на тънък лист, навие и нареже. Отделните парчета талятели са дълги, плоски панделки, които са подобни по форма на фетучини и традиционно са широки около 6 до максимум 8 мм.
През 16 век се използва и терминът в мъжки род tagliatelli, както свидетелстват готварските книги от онова време като Opera на готвача Бартоломео Скапи. Всъщност Пелегрино Артузи съобщава, че първоначално те се наричали tagliatelli и че болонецът Томазо Гарцони в неговото произведение „Универсален площад на всички професии на света“ (La piazza universale di tutte le professioni del mondo), издадено във Венеция през 1616 г., нарича този вид прясна паста в женски пол – tagliatelle.

## История
Произходът на талятелите е много древен и труден за документиране, тъй като тяхната история е преплетена с тази на други форми на паста, широко разпространени още от римско време като lagane, споменати от Хораций. Още по времето на римляните Апиций – гастроном, готвач и писател, който вероятно живее между 25 г. пр.н.е. и 37 г. сл. н. е., в своята De re Coquinaria говори за lagane, като с това обозначава кора прясна яйчена паста, с който се приготвя днешната лазаня и която се сгъва върху себе си, и се нарязва, давайки така началото на талятелите.
Терминът се среща още през 16 век в трактат на Кристофоро ди Месизбуго – херцогски администратор в двора на Есте във Ферара, публикуван посмъртно през 1549 г. под заглавие Banchetti compositioni di vivande, et apparecchio generale. В него се съобщава рецепта за вид паста, наречен lasagnuolle overo tagliatelle tirate („лазаньоли или теглени талятели“), което предполага общ произход с лазанята. Тази рецепта до голяма степен отразява съвременната.
Освен това талятелите са споменати през 1593 г. сред основните форми на паста от духовника от Романя Томазо Гарцони от Банякавало.

През 1891 г. Пелегрино Артузи пише:
| „                                                                       | „Къси сметки и дълги талятели“ казват болонците и добре казват, защото дългите сметки плашат бедните съпрузи, а късите талятели свидетелстват за некомпетентността на направилите ги и сервирани по този начин, изглеждат като хранителни остатъци. | “ |
| Pellegrino Artusi, La scienza in cucina e l'arte di mangiar bene (1891) | |   |

През 1931 г. болонският илюстратор и хуморист Аугусто Маяни измисля историята за произхода на талятелите: „През 1487 г. владетелят на Болоня Джовани II Бентивольо, приговайки се да приеме благородничката Лукреция Борджия, която спира в Болоня по време на пътуването си до Ферара, за да се омъжи за херцог Алфонсо I д’Есте, възлага на своя доверен готвач майстор Дзефирано да създаде ястие, което да отдаде почит на благородничката и той изобретява талятелите, вдъхновен от дългата руса коса на Лукреция Борджия“.
По време на фашизма писателят Филипо Томазо Маринети като парадоксален акт на провокация предлага премахването на талятелите и макароните, защото те се смятат за „немъжествени“ и „антивоенни“ храни.
На 16 април 1972 г. Франческо Маяни и Алчино Чезари от името на културната асоциация „Италианска кулинарна академия“ депозират рецептата и размера на истинската талятела от Болоня в Търговската, промишлената, занаятчийската и селскотостопанската камера на Болоня. Там е изложена и мостра от златна талятела. Установените мерки на сварената талятела отговарят на 8 мм ширина (равна на 12 270-та част от Кула Азинели), еквивалентна на около 7 мм от суровата. Дебелината не е точно определена, но трябва да бъде между 6 и 8 десети от милиметъра.

## Вид и цвят
Традиционно талятелите се предлагат в два различни цвята: зелен и обикновен (жълт). Зелената версия често е оцветена и ароматизирана със спанак или сирене. Важна характеристика на тази паста е текстурата, която е сравнително груба в сравнение с други видове тестени изделия. В допълнение, порестата структура на талятелите също ги прави идеални в съчетание с по-плътни сосове.

## Приготвяне
Съставките за основното тесто са меко пшенично брашно и пресни яйца на стайна температура, като се спазва традиционното правило да се слага по едно яйце на всеки 100 г брашно.
Брашното се поставя на купчинка върху дъска, в центъра на която се прави вдлъбнатина с юмрук. Яйцата се разбиват във вътрешността на кухината и брашното се омесва, като се приближава малко по малко към центъра, докато всичко се смеси добре и се получи гладко и еластично, но доста сухо тесто.
Тестото се оставя да почине, покрито с кърпа, за не по-малко от половин час, за да може брашното да се слепи. След това то се разточва умело с точилка, докато стане около тънък лист от 1 mm или по-малко.
Тогава тестото се оставя да изсъхне за няколко минути. След като изсъхне, внимателно се навива върху себе си и се нарязва на парчета с ширина 6 – 8 mm.
Накрая така получените талятели се разстилат върху набрашнена повърхност и се разточват на „гнездо“, като се оставят да съхнат няколко часа преди варене.

## Сосове за талятели в различните италиански региони
В Емилия и особено в Болоня класическата рецепта изисква талятелите да се подправят с Болонско рагу, приготвено от мляно телешко, сготвено със сотирани масло, бекон и билки, приготвени в бульон, вино и доматен концентрат, и обилно поръсени с пармезан.
В Романя често се приготвят зелени талятели с добавка на спанак в тестото или се смесват в т. нар. paglia e fieno (букв. от итал. слама и сено). Използват се различни овкусявания като рагу, грах, алпийско плюскавиче, прошуто. Поръсват се с пармезан di fossa.
В Тоскано-Емилианските и в Тоскано-Романянските Апенини, както и в планинските райони на регион Тоскана е обичайно да се подправят талятели с горски гъби, трюфели и рагу от дива свиня.
В регион Марке талятелите се подправят с различни видове рагу, сред които много популярен е този от патешко месо. По крайбрежието се приготвят и с рибен сос или със сос от миди, докато в Апенините са широко разпространени дивечовите сосове. В Мачерата талятелите са ястието на празника на светеца покровител Свети Юлий Хоспиталиерски.
В регион Умбрия са разпространени сосовете с манатарки, с рагу от дива свиня или патица. Истински регионален специалитет са талятелите с трюфели.
В регион Венето те се наричат лазани (lasagne), въпреки че този термин на други места се отнася до различна форма на паста. В провинция Белуно и различни други части на Венето те се използват за приготвяне на pasta e fasoi – местен вариант на паста с боб.
Вариант са зелените талятели, в които в сместа влизат манголд, спанак или коприва.

## Талятелите в масовата култура
Италианският писател от 19 – 20 век Олиндо Гуерини (известен още като Лоренцо Стекети) посвещава стихотворение на талятелите.
Талятели се появяват в заглавието и в текста на песента на болонски диалект Dal Tajadel на Андреа Мингарди (1975).
Голям успех постига парчето „Талятелите на баба Пина“ (Le tagliatelle di nonna Pina), написано и композирано от Джан Марко Гуаланди и носител на наградата на 46-ия фестивал на детската песен lo Zecchino d'Oro .

## Подобни гастрономически продукти
В град Рим и Метрополен град Рим има подобен вид паста, наречена фетучини (fettuccine), с по-тесен формат от талятелите. Oбикновено се подправят с рагу от дивеч (дива свиня, див заек), агнешко или телешко, или с пресен доматен сос.
В Унгария има вид паста, много подобна на емилианската талятели, наречена Egyszerű Gyúrt Tészta.
В югоизточния регион на Китай – в Чаошан и в страните от Югоизточна Азия, където има китайски общности, е широко разпространен вид паста, подобна на талятели, наречена Mee pok.